# Chinese ijshockeyploeg (vrouwen)
De Chinese vrouwenijshockeyploeg is een team van ijshockeysters dat China vertegenwoordigt in internationale vrouwenijshockey wedstrijden. Het team nam twee keer deel aan het Pan-Pacifisch kampioenschap met als resultaten 3e plaatsen in 1995 en 1996. Het nam zes keer deel aan de Aziatische Spelen met als beste resultaten 1e plaatsen in 1996 en 1999. Het kwam twee keer uit op de Olympische Spelen met als resultaten 7e plaatsen in 2002 en 2010.
Het team debuteerde in het wereldkampioenschap in 1992 en speelde daarin in de enige/hoogste klasse tot de degradatie in 2009. 
Bij de daaropvolgende eerste deelname aan het wereldkampioenschap in de 1e divisie volgde meteen een nieuwe “degradatie” naar de nieuw gevormde 1e divisie B waarin het nog steeds speelt.

## Deelname aan de Aziatische Spelen
| Jaar | Locatie                | Klassering |
| ---- | ---------------------- | ---------- |
| 1996 | China (Harbin)         | Goud       |
| 1999 | Zuid-Korea (Gangneung) | Goud       |
| 2003 | Japan (Misawa)         | Brons      |
| 2007 | China (Changchun)      | Brons      |
| 2011 | Kazachstan (Almaty)    | Brons      |
| 2017 | Japan (Sapporo)        | Zilver     |

## Deelname aan de Olympische Spelen

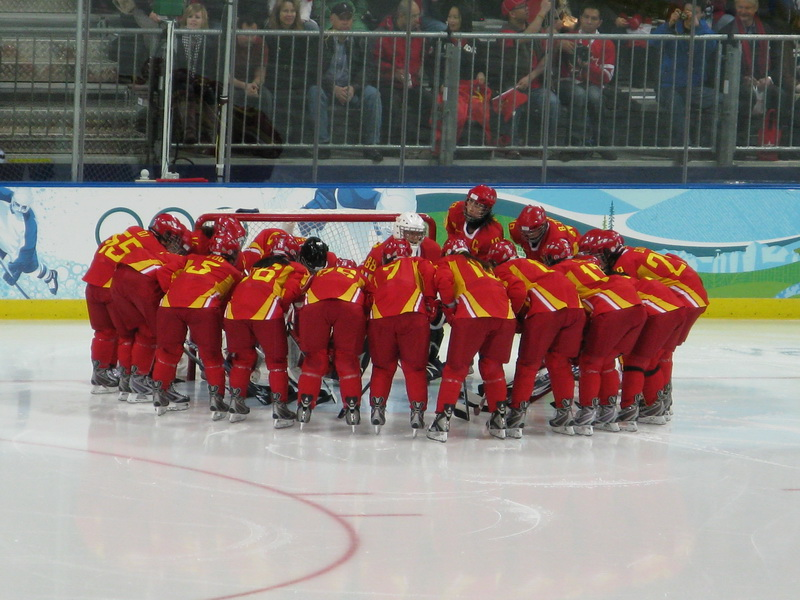
Teambuilding voor de wedstrijd tegen Rusland op de Olympische Spelen 2010

| Jaar | Locatie                           | Klassering     |
| ---- | --------------------------------- | -------------- |
| 1998 | Japan (Nagano)                    | niet geplaatst |
| 2002 | Verenigde Staten (Salt Lake City) | 7e plaats      |
| 2006 | Italië (Turijn)                   | niet geplaatst |
| 2010 | Canada (Vancouver)                | 7e plaats      |
| 2014 | Rusland (Sotsji)                  | niet geplaatst |
| 2018 | Zuid-Korea (Pyeongchang)          | niet geplaatst |

## Deelname aan het wereldkampioenschap
| Jaar | Locatie                                  | Klassering              |
| ---- | ---------------------------------------- | ----------------------- |
| 1990 | Canada (Ottawa)                          | teruggetrokken          |
| 1992 | Finland (Tampere)                        | 5e plaats               |
| 1994 | Verenigde Staten (Lake Placid)           | 4e plaats               |
| 1997 | Canada (diverse plaatsen in Ontario)     | 4e plaats               |
| 1999 | Frankrijk (Colmar)                       | 5e plaats               |
| 2000 | Canada (diverse plaatsen in Ontario)     | 6e plaats               |
| 2001 | Frankrijk (Briançon)                     | 6e plaats               |
| 2004 | Canada (Halifax, Dartmouth)              | 7e plaats               |
| 2005 | Zwitserland (Romanshorn)                 | 6e plaats               |
| 2007 | Japan (Nikko)                            | 6e plaats               |
| 2008 | China (Harbin)                           | 8e plaats               |
| 2009 | Finland (Hämeenlinna)                    | 9e plaats               |
| 2011 | Duitsland (Ravensburg)                   | 5e plaats in divisie 1  |
| 2012 | Verenigd Koninkrijk (Kingston upon Hull) | 2e plaats in divisie 1B |
| 2013 | Frankrijk (Straatsburg)                  | 4e plaats in divisie 1B |
| 2014 | Letland (Ventspils)                      | 2e plaats in divisie 1B |
| 2015 | China (Peking)                           | 3e plaats in divisie 1B |
| 2016 | Italië (Asiago)                          | 5e plaats in divisie 1B |
| 2017 | Polen (Katowice)                         | 4e plaats in divisie 1B |
| 2018 | Italië (Asiago)                          | 5e plaats in divisie 1B |
| 2019 | China (Peking)                           | geplaatst in divisie 1B |